# Аврам Гулибеговски
Аврам Гулибеговски е български строител от втората половина на XIX век.

## Биография
Аврам Гулибеговски е роден в голямата мияшка паланка Лазарополе, тогава в Османската империя. Той е най-старият известен майстор, който е глава на тайфа от 70 души, включително и майстори от Битуше, Мелничани и Ростуше. Развива широка строителна дейност във втората половина на XIX век. Строи с тайфата си къщи и църкви в Сяр и Серско и участва в изграждането на железопътната линия Солун-Сяр. Синовете му Аврам, Петре и Кръсте продължават строителната традиция като майстори строители работят също в Сяр и в Джумая, където строят църкви, жилищни и търговски обекти.